# Saint-Laurent (Alta Saboia)
Saint-Laurent é uma comuna francesa na região administrativa de Auvérnia-Ródano-Alpes, no departamento da Alta Saboia. Estende-se por uma área de 10.96 km². Em 2010 a comuna tinha 871 habitantes (densidade: 79,5 hab./km²).